# 天主教卡尔塔吉罗内教区
天主教卡爾塔吉羅內教區（拉丁語：Dioecesis Calatayeronensis）是天主教會在義大利的一個教區。屬卡塔尼亞總教區。
教區成立於1816年9月12日，時屬蒙雷阿萊總教區。2000年12月2日改屬卡塔尼亞總教區。教區範圍包括卡塔尼亞省十四市，2006年有教友151,430人，佔轄區總人口98.9%。教區下轄五十七個堂區，有八十九名司鐸。現任教區主教為卡洛傑羅·佩里。